# 大覚寺 (姫路市)
大覚寺（だいかくじ）は、兵庫県姫路市網干区にある浄土宗の寺院。山号は鶴立山。

## 歴史
1232年、釈迦堂が寺（浄土真宗）に改められ、1556年に浄土宗へと改宗されて大覚寺と号したという。

## 文化財

### 重要文化財（国指定）
- 絹本著色釈迦三尊像
- 絹本著色十六羅漢像

### その他
- 絹本著色当麻曼荼羅図（県指定文化財）
- 大覚寺境内建造物（市指定文化財）
- 絹本著色大覚寺地蔵菩薩像（市指定文化財）
- 孔雀文磬（市指定文化財）

## 所在地
- 兵庫県姫路市網干区興浜151